# Margareta Cederfelt
Margareta Elisabeth Cederfelt, född 19 december 1959 i Limhamns församling, Malmöhus län, är en svensk politiker (moderat). Hon var riksdagsledamot 1999–2002 och är det ånyo sedan 2006, invald för Stockholms kommuns valkrets.

## Biografi
Cederfelt är legitimerad sjuksköterska med examen från Sophiahemmets sjuksköterskehögskola (1982) och filosofie magister i socialvetenskap vid Uppsala universitet (1994). Hon var ordförande för Fria Moderata Studentföreningen i Stockholm 1985–1986.
Cederfelt har tidigare innehaft uppdrag för Moderaterna i Stockholms läns landsting och Stockholms kommun. I Stockholms läns landsting har hon varit ledamot av landstingsfullmäktige 1994–1999 samt 2002–2006 och bland annat innehaft uppdrag som ordförande i Tandvårdsnämnden och Medicinsk programberedning. Hon har även varit ledamot av Stockholms kommunfullmäktige och gruppledare i Hägerstens stadsdelsnämnd.
Cederfelt var 1999–2000 ersättare för Carl Bildt och 2000–2002 ordinarie ledamot av riksdagen. Hon återkom till riksdagen 2006–2007 som ersättare för Lena Adelsohn Liljeroth och var 2008–2014 ersättare för Fredrik Reinfeldt och har åter varit ordinarie ledamot sedan 2014. Hon har varit ledamot av trafikutskottet 2006–2008, konstitutionsutskottet 2008–2010 samt civilutskottet 2010–2014. Hon är ledamot i utrikesutskottet sedan 2014 och suppleant i EU-nämnden och i Presstödsnämnden. Hon är även initiativtagare och grundare av riksdagens tvärpolitiska nätverk Forum för uppfinningar och innovationer.
2009 orsakade Cederfelt en del kontrovers när hon på sin blogg skrev ett inlägg med titeln "arbete ger frihet", något som hon fick utstå kritik för, och som hon sedan tog bort från sin blogg.